# III Festival olimpico invernale della gioventù europea
Il III Festival olimpico invernale della gioventù europea si è svolto nel 1997 a Sundsvall, in Svezia, dal 7 al 13 febbraio.

## Discipline sportive
Durante la terza edizione del Festival si sono disputati 27 eventi sportivi in 6 discipline.
- Biathlon (dettagli)
- Hockey su ghiaccio (dettagli)
- Pattinaggio di figura (dettagli)
- Pattinaggio di velocità su ghiaccio (dettagli)
- Sci alpino (dettagli)
- Sci di fondo (dettagli)
- Short track (dettagli)

## Podi

### Biathlon
| Evento                 |                                                            |                                                     |                                                         |
| ---------------------- | ---------------------------------------------------------- | --------------------------------------------------- | ------------------------------------------------------- |
| 7,6 km maschile        | Hans Gjedrem                                               | Jaroslav Vavra                                      | Timour Nurmiev                                          |
| 5,2 km femminile       | Irina Fomina                                               | Nina Wilhelmsson                                    | Aleksandra Lanisek                                      |
| Staffetta mista 5,2 km | Russia A. Sokolov E. Utochkina S. Votinov L. Skorouchodova | Italia S. Kasslatter R. Demetz K. Hollrigl I. Ponza | Slovacchia R. Reguly Z. Jazzová M. Timko K. Valencinová |

### Hockey su ghiaccio
| Evento                      |        |        |           |
| --------------------------- | ------ | ------ | --------- |
| Hockey su ghiaccio maschile | Russia | Svezia | Finlandia |

### Pattinaggio di figura
| Evento                          |                                      |                                         |                                                |
| ------------------------------- | ------------------------------------ | --------------------------------------- | ---------------------------------------------- |
| Pattinaggio di figura maschile  | Evgeni Plushenko                     | Vakhtang Murvanidze                     | Alexander Smokvin                              |
| Pattinaggio di figura femminile | Ioulia Soldatova                     | Julia Lautowa                           | Gwenaëlle Jullien                              |
| Danza su ghiaccio               | Italia Federica Faiella Luciano Milo | Francia Melanie Espejo Michael Zenezini | Svizzera Eliane Hugentobler Daniel Hugentobler |

### Pattinaggio di velocità su ghiaccio
| Evento           |                  |                   |                       |
| ---------------- | ---------------- | ----------------- | --------------------- |
| 500 m maschile   | Eric Zachrisson  | Serguei Batiatine | Marcin Gralla         |
| 500 m femminile  | Wieteke Cramer   | Helen van Goozen  | Daniela Niederstatter |
| 1500 m maschile  | Eric Zachrisson  | Marcin Gralla     | Auke Kranenborg       |
| 1500 m femminile | Helen van Goozen | Wieteke Cramer    | Andrea Jakab          |

### Sci alpino
| Evento                     |                   |                     |                         |
| -------------------------- | ----------------- | ------------------- | ----------------------- |
| Slalom gigante maschile    | Christian Hainz   | Anders Nilsson      | Daniel Rienda Contreras |
| Slalom gigante femminile   | Anja Pärson       | Katja Wirth         | Sabrina Schernthaner    |
| Slalom maschile            | Björn Selander    | Alexandre Anselment | Christoph Alster        |
| Slalom femminile           | Sandra Lochmatter | Anja Pärson         | Sara Fill               |
| Slalom parallelo maschile  | Manfred Gruber    | Christian Hainz     | Freddy Rech             |
| Slalom parallelo femminile | Denise Karbon     | Ingrid Rumpfhuber   | Dagmara Krzyżyńska      |

### Sci di fondo
| Evento                            |                                                    |                                                          |                                                         |
| --------------------------------- | -------------------------------------------------- | -------------------------------------------------------- | ------------------------------------------------------- |
| 10 km tecnica classica maschile   | Sergej Novikov                                     | Reijo Nykänen                                            | Vladimir Tokarev                                        |
| 7,5 km tecnica classica femminile | Lina Andersson                                     | Irina Ivanova                                            | Marit Bjørgen                                           |
| 10 km tecnica libera maschile     | Maxim Odnodvortsev                                 | Serguei Novikov                                          | Johan Olsson                                            |
| 7,5 km tecnica libera femminile   | Lina Andersson                                     | Jana Svobodová                                           | Natalia Morilova                                        |
| Staffetta 5 km mista              | Svezia S. Enkvist L. Anderson M. Almgren J. Olsson | Russia I. Ivanova N. Morilova S. Novikov M. Odnodvortsev | Rep. Ceca T. Tichotová J. Svobodová M. Ondráček O. Hakl |

### Short track
| Evento                 |                                                   |                                                            |                                                                 |
| ---------------------- | ------------------------------------------------- | ---------------------------------------------------------- | --------------------------------------------------------------- |
| 500 m maschile         | Simone Rodigari                                   | Nicola Rodigari                                            | Marek Hauptmann                                                 |
| 500 m femminile        | Marta Capurso                                     | Katia Zini                                                 | Joanna Williams                                                 |
| 1000 m maschile        | Sebastian Praus                                   | Marek Hauptmann                                            | Cees Juffermans                                                 |
| 1000 m femminile       | Marta Capurso                                     | Katia Zini                                                 | Daniëlle Molendÿk                                               |
| Staffetta 3000 m mista | Francia S. Thomas L. Brigatti S. Bouvier T. Olivi | Russia E. Krasnotsvetov I. Kildiarov E. Morozova N. Reimer | Ucraina S. Momsik V. Grigoriyev Y. Soldatenkova I. Kalinichenko |

## Medagliere
Paese ospitante
| Pos.   | Paese         |    |    |    |    |
| ------ | ------------- | -- | -- | -- | -- |
| 1      | Russia        | 7  | 5  | 3  | 15 |
| 2      | Svezia        | 7  | 4  | 1  | 12 |
| 3      | Italia        | 6  | 5  | 2  | 13 |
| 4      | Paesi Bassi   | 2  | 2  | 3  | 7  |
| 5      | Austria       | 1  | 3  | 2  | 6  |
| 6      | Francia       | 1  | 2  | 2  | 5  |
| 7      | Germania      | 1  | 1  | 1  | 3  |
| 8      | Norvegia      | 1  | 0  | 1  | 2  |
| 8      | Svizzera      | 1  | 0  | 1  | 2  |
| 10     | Rep. Ceca     | 0  | 2  | 1  | 3  |
| 11     | Polonia       | 0  | 1  | 2  | 3  |
| 12     | Finlandia     | 0  | 1  | 1  | 2  |
| 13     | Georgia       | 0  | 1  | 0  | 1  |
| 14     | Ucraina       | 0  | 0  | 2  | 2  |
| 15     | Gran Bretagna | 0  | 0  | 1  | 1  |
| 15     | Romania       | 0  | 0  | 1  | 1  |
| 15     | Slovacchia    | 0  | 0  | 1  | 1  |
| 15     | Slovenia      | 0  | 0  | 1  | 1  |
| 15     | Spagna        | 0  | 0  | 1  | 1  |
| Totale | Totale        | 27 | 27 | 27 | 81 |